# Zweefvliegclub Akka 95
Zweefvliegclub Akka 95 is sinds 1995 een Surinaamse luchtsportvereniging. De voorganger, Akka, werd in 1962 opgericht.
Het is de enige zweefvliegclub van Suriname. Aanvankelijk vloog het alleen vanaf het internationale JAP Airport bij Zanderij. Sinds 2012 lag de basis op de Henri Alwies Airstrip bij Peperhol in Saramacca. In 2019 keerde de zweefvliegclub terug naar Zanderij.
Op 10 maart 2011 breidde de vloot uit met de aankoop van een Schleicher K7 Rhönadler uit Nederland.

## Geschiedenis

### Aka in 1962
De voorganger van Akka 95 werd op 1 augustus 1962 opgericht met het doel om het zweefvliegen in Suriname te bevorderen. De toenmalige leden waren Nederlandse werknemers van Bruynzeel en het eerste lestoestel was de Gövier, waarvan de club er twee had. Later werden ze vervangen door een Rhöhnlerche. De instructeurs werden via de Troepenmacht in Suriname aangetrokken.

### Heroprichting in 1995
In 1994 nam Paul Kamps het initiatief om de club nieuw leven in te blazen. Via KLM-piloten werd in contact gekomen met gezagvoerder Marcel Nijdam, die instructeur bij de club werd. Kamps kocht het toestel Scheibe Specht van een Duitse vliegclub. Een lier ontbrak nog, waardoor het toestel met een pick-up en een kabel van 450 meter de lucht in moest worden getrokken. Als startbaan werd de grasstrook naast de asfaltbaan van het JAP Airport gebruikt. Een lier werd uiteindelijk in 2002 aangeschaft.